# نموذج أشباه الأنواع
يمثل نموذج أشباه الأنواع وصفًا لعملية التطور الدارويني لدى بعض الكائنات ذاتية الاستنساخ ضمن إطار الكيمياء الفيزيائية. شبه النوع هو مجموعة كبيرة أو (سحابة) من الأنماط الجينية المتعلقة به والتي توجد في بيئة ذات معدل عال من الطفرات (كحالة ثابتة )، حيث من المتوقع أن يحتوي جزء كبير من النسل على طفرة واحدة أو أكثر ذات صلة بالأهل. وذلك على عكس (الأنواع) التي تعتبر من منظور تطوري نوع جيني واحد ثابت إلى حد ما، وسيكون معظم نسله نسخًا دقيقة وراثيًا عنه.
هذا النموذج مفيد بشكل أساسي في توفير فهم نوع العمليات التطورية للجزيئات ذات الاستنساخ الذاتي مثل الحمض النووي الريبوزي أو الحمض النووي الريبوزي منقوص الأكسجين أو الكائنات الحية البسيطة مثل البكتيريا أو الفيروسات، ويساعد في شرح جزء من المراحل الأولى في أصل الحياة. من الصعب التنبؤ بالكميات الناتجة عن هذا النموذج لأنه من المستحيل الحصول على المدخلات من النظم البيولوجية الفعلية. طرح نموذج أشباه الأنواع مانفرد أيغن وبيتر شوستر استنادًا إلى العمل الأساسي الذي قام به أيغن.

## شرح مبسط
عندما يصف علماء البيولوجيا التطورية التنافس والصراع بين الأنواع المختلفة، فهم يفترضون عمومًا أنَّ كل نوع من الأنواع هو نمط جيني فريد يملك نسل عبارة عن نسخ دقيقة منه غالبًا. (تعتبر مثل هذه الأنماط الجينية ذات دقة عالية في الإنجاب)، نحن مهتمون من الناحية التطورية بسلوك وصلاحية هذا النوع أو النمط الجيني مع مرور الوقت.
قد تملك الكائنات الحية أو الأنماط الجينية ظروف تكاثر منخفضة الدقة، حيث يملك معظم نسلها طفرة واحدة أو أكثر. تتغير مجموعة من هذه الأنماط الجينية باستمرار، لذا تصبح النقاشات حول تحديد النوع الوراثي الأنسب بلا معنى. الأهم من ذلك: إذا اختلفت العديد من الأنماط الجينية المتصلة ببعضها بشكل وثيق بطفرة واحدة عن بعضها البعض، يمكن أن تتحول الأنماط الجينية في المجموعة إلى بعضها. على سبيل المثال: بحدوث طفرة واحدة لكل جيل يمكن أن يتحول الطفل ذو التسلسل AGGT إلى AGTT، ويمكن أن يتحول الحفيد لـ AGGT مرة أخرى. وبالتالي يمكننا أن نتصور مجموعة من الأنماط الجينية المتصلة (سحابة) التي تتحول بسرعة ذهابا وإيابا بين نقاط مختلفة في المجموعة. على الرغم من أنَّ التعريف الصحيح هو تعريف رياضي إلا أن هذه السحابة (بشكل تقريبي) هي أشباه الأنواع.
يوجد سلوك أشباه الأنواع بنسبة كبيرة في الأفراد الموجودين في مجموعة معينة تملك معدلات طفرات عالية.

### أشباه الأنواع والصلاحية والانتقاء التطوري
على الرغم من أنَّ التكاثر قد يكون دقيقًا فإن الطفرات الدورية ستؤدي إلى تكوين واحد أو أكثر من الأنماط الجينية المتنافسة. إذا نتج عن طفرة معينة معدل تكرار وبقاء أكبر، فإن النمط الجيني المتحول قد يتفوق على النمط الجيني الأصلي ويسيطر على الأنواع. وبالتالي يمكن اعتبار الأنماط الجينية (أو الأنواع) بمثابة الوحدات التي سيتحدث من خلالها علماء الاختيار والبيولوجيون غالبًا عن صلاحية النمط الوراثي الفردي.
تكون الطفرات في حالات أشباه الأنواع واسعة الانتشار وبالتالي تصبح صلاحية النمط الوراثي الفردي بلا معنى: إذا حققت طفرة معينة تكرارا عاليًا في معدل الإنجاب، فلا يمكن أن تنتشر بشكل كبير لأن نسل هذا النمط الوراثي لن تملك غالبًا نسخًا دقيقة مع نفس الخصائص. وبدلاً من ذلك فإن الموضوع الأكثر أهمية هو مدى اتصال السحابة. على سبيل المثال: يحتوي التسلسل AGGT على 12 (3 + 3 + 3 + 3) نقطة محتملة لحدوث طفرات مثل AGGA و AGGG وما إلى ذلك. إذا كانت 10 من هذه الطفرات تشكل أنماط وراثية قابلة للحياة ويمكن أن تتكاثر (وبعضها قد يتحول في الأولاد أو الأحفاد مرة أخرى إلى AGGT) سننظر إلى هذا التسلسل كعقدة متصلة جيدًا في السحابة. أما إذا كانت اثنتين من تلك الطفرات قابلة للحياة فإن الباقي عبارة عن طفرات قاتلة، ويكون هذا التسلسل غير متصل بشكل جيد في السحابة ولن يتكاثر معظم نسله. إن نظير الصلاحية في أشباه الأنواع هو ميل الأقارب داخل السحابة ليكونوا على اتصال جيد، مما يعني أنَّ المزيد من النسل المتحول سيكون قادرًا على البقاء ويؤدي إلى زيادة النسل داخل السحابة.
عندما تصبح صلاحية نمط وراثي واحد بلا معنى بسبب ارتفاع معدل الطفرات، تصبح السحابة ككل أو أشباه الأنواع الوحدة الطبيعية للاختيار.

### تطبيقات على البحوث البيولوجية
تمثل اشباه الأنواع تطور الفيروسات ذات معدل الطفرات المرتفع مثل فيروس العوز المناعي البشري وأحيانًا جينات وحيدة أو جزيئات داخل جينومات الكائنات الحية الأخرى. كما قدم جوزيه فونتاناري وإيمانويل ديفيد تاننباوم نماذج أشباه الأنواع لنمذجة تطور الإنجاب الجنسي. ظهرت أشباه الأنواع في النسخ متماثلة التركيب (استنادًا إلى نموذج غارد للتولد التلقائي)، واقتُرح أيضًا أن تكون قابلة للتطبيق في وصف تكرار الخلية، والذي يتطلب من بين عدة أشياء صيانة وتطور التركيب الداخلي للخلية الأولية والثانوية.

## القواعد الرسمية
يعتمد النموذج على أربعة افتراضات:
1. يمكن تمثيل الكيانات ذاتية التكرار كسلسلة مكونة من عدد صغير من الكائنات البنيوية الأساسية، على سبيل المثال: متواليات الحمض النووي الريبي (RNA) التي تتكون من القواعد الأربع التالية: الأدينين والجوانيين والسيتوزين واليوراسيل.
2. تدخل سلاسل جديدة النظام فقط كنتيجة لعملية النسخ من سلاسل أخرى موجودة بالفعل، ويمكن أن تكون صحيحة أو خاطئة.
3. توجد الركائز أو المواد الخام اللازمة للتكرار المستمر دائمًا بكمية كافية. يتم رمي السلاسل الزائدة بعيدا.
4. قد تتحلل بعض السلاسل إلى العناصر البنيوية الرئيسية الخاصة بها. لا يعتمد احتمال التحلل على عمر السلاسل. إنَّ احتمال تحلل السلاسل القديمة مساوٍ لاحتمال تحلل السلاسل الجديدة.

تحدث الطفرات في نموذج أشباه الأنواع من خلال الأخطاء التي حدثت أثناء عملية نسخ السلاسل الموجودة بالفعل. وبالإضافة إلى ذلك يحدث الانتقاء بسيب ميل الأنواع المختلفة من السلاسل إلى التكرار بمعدلات مختلفة، الأمر الذي يؤدي إلى تنحية السلاسل التي تتكرر بشكل أبطأ لصالح السلاسل التي تتكرر بشكل أسرع. ومع ذلك فإن نموذج أشباه الأنواع لا يتوقع حدوث الانقراض النهائي للجميع إنما حدوث أسرع تكرار للسلسلة. على الرغم من أنَّ السلاسل التي تتكرر بشكل أبطأ لا يمكن أن تحافظ على مستوى انتشارها من تلقاء نفسها، إلا أنها تتجدد باستمرار من خلال السلاسل التي تتكاثر بشكل أسرع متحولة إليها. في حالة التوازن: يتم تعويض السلاسل المُزالة ذات النسخ البطيء عن طريق التجديد، بحيث يمكن أن تتوفر السلاسل ذات النسخ البطيء نسبيا بشكل محدود.
ونظرًا للإنتاج المستمر للسلاسل المتحولة لا يحصل الانتقاء على سلاسل فردية إنما على (سحابة) متحولة ذات سلاسل وثيقة الصلة، يشار إليها باسم شبه الأنواع. وبعبارة أخرى إنَّ النجاح التطوري لسلسلة معينة لا يعتمد فقط على معدل التكرار الخاص به بل يعتمد أيضًا على معدلات التكرار لسلاسل الطفرات التي ينتجها، وأيضًا على معدلات تكرار السلاسل المتحولة. ونتيجة لذلك فإن التسلسل الذي يتكرر بشكل أسرع قد يختفي تمامًا في توازن الطفرات-الانتقاء أمام سلاسل النسخ الأكثر بطئًا التي تعد جزءًا من أشباه الأنواع ذات معدل النمو الأعلى. وقد لوحظ وجود (سحابة الطفرات) كما تنبأ بها نموذج أشباه الأنواع في فيروسات الحمض النووي الريبي وفي عملية استنساخ الحمض النووي الريبي في المختبر.
يعتبر معدل حدوث الطفرات والصلاحية العامة للسلاسل الجزيئية ومحيطها أمرًا جوهريًا في تكوين أشباه الأنواع. إذا كان معدل حدوث الطفرات صفرًا فلن يكون هناك تبادل من خلال الطفرات، ويكون لكل سلسلة نوع خاص بها. إذا كان معدل حدوث الطفرات مرتفعًا جدًا متجاوزًا ما يُعرف باسم حد الخطأ، فسوف تنهار أشباه الأنواع وتختفي في كامل مجال السلاسل المتاحة.

## الوصف الرياضي
يمثَل النموذج الرياضي البسيط لأشباه الأنواع على النحو التالي: لنفرض وجود S سلسلة محتملة ووجود ni كائنات حية ذات تسلسل i. ونفرض أن كل من هذه الكائنات الحية تؤدي إلى ظهور نسل Ai. بعضها عبارة عن تكرارات للأبوين ولديهما تسلسل i، لكن البعض الآخر متحولة ولديهما تسلسل آخر. وليكن معدل الطفرة qij متوافق مع احتمال أنَّ أحد الوالدين من النوع j سينتج كائن حي من النوع i. ثم الكمية المتوقعة للنسل المتحول الذي تولّدته الكائنات الحية من النوع j والذي يتحول إلى الكائنات الحية من النوع i هو wij=Ajqij:
حيث
∑_i▒〖qij=1〗
ثم يكون العدد الإجمالي للكائنات الحية من النوع i بعد الجولة الأولى من التكاثر:
{\displaystyle w_{ij}=A_{j}q_{ij}}
في بعض الأحيان يتم تضمين معدل الوفاة Di حيث:
{\displaystyle \sum _{i}q_{ij}=1}.
حيث δij تساوي 1 عندما i = j وعند الصفر. لاحظ أنه يمكن العثور على الجيل رقم n بمجرد أخذ القوة رقم n ل w واستبدالها بـ W في الصيغة أعلاه.
هذه مجرد مجموعة من المعادلات الخطية. الطريقة المعتادة لحل مثل هذا النظام هي أولاً تحديد المصفوفة W. ستكون مدخلاتها القطرية قيمًا متناظرة تقابل مجموعات خطية معينة من مجموعات فرعية معينة من المتواليات وهي متجهات متجانسة للمصفوفة W. هذه المجموعات الفرعية من المتتاليات هي أشباه الأنواع. بافتراض أنَّ المصفوفة W هي مصفوفة أولية (غير قابلة للاختزال)، فبعد عدة أجيال فقط لن يسود إلا المتجهات الذاتية التي تملك أكبر تناظر، وهي الأنواع التي ستسيطر في النهاية. تعطي مكونات هذا المتجه المتجانس الوفرة النسبية لكل سلسلة في حالة التوازن.

### ملاحظة حول المصفوفات الأولية
أنَّ تكون المصفوفة W أولية بالنسبة لبعض الأعداد الصحيحة n> 0، يعني أن n^th قوة W أكبر من الصفر، أي أن جميع المدخلات موجبة. إذا كانت المصفوفة W أولية فيمكن لكل نوع من خلال سلسلة من الطفرات (أي قوى W) أن يتحول إلى أي نوع من الأنواع الأخرى بعد عدد من الأجيال. المصفوفة W ليست بدائية إذا كانت دورية.

### تراكيب بديلة
يمكن التعبير عن تراكيب أشباه الأنواع كمجموعة من المعادلات التفاضلية الخطية. إذا اعتبرنا الفرق بين الحالة الجديدة n ̀i والحالة القديمة ni هو التغير خلال لحظة واحدة من الزمن، يمكننا القول أنَّ مشتق الوقت لـ ni مُعطى بهذه المساواة n ̇i=n ̀i-ni يمكننا كتابتها:
{\displaystyle {\dot {n}}_{i}=\sum _{j}w_{ij}n_{j}-n_{i}}
عادة ما يتم التعبير عن معادلات اشباه الأنواع من خلال xi حيث:
{\displaystyle x_{i}\ {\stackrel {\mathrm {def} }{=}}\ {\frac {n_{i}}{\sum _{j}n_{j}}}}.
{\displaystyle x'_{i}\ {\stackrel {\mathrm {def} }{=}}\ {\frac {n'_{i}}{\sum _{j}n'_{j}}}}.
وتكتب معادلات أشباه الأنواع المذكورة أعلاه كالتالي:
{\displaystyle x'_{i}={\frac {\sum _{j}w_{ij}x_{j}}{\sum _{ij}w_{ij}x_{j}}}}
أو كالتالي:
{\displaystyle {\dot {x}}_{i}=\sum _{j}w_{ij}x_{j}-x_{i}\sum _{ij}w_{ij}x_{j}.}

### مثال بسيط
يمكن توضيح مفهوم أشباه الأنواع من خلال نظام بسيط يتكون من 4 سلاسل. هي [0,0] و [0,1] و [1,0] و [1,1] مُرقّمة 1 و 2 و 3 و 4 على التوالي. لنفترض أنَّ التسلسل [0,0] لا يتغير أبدًا وينتج دائمًا نفس الذرية. ونفترض أنَّ السلاسل الثلاثة الأخرى جميعها تنتج في المتوسط نسخًا متماثلة 1 - k لأنفسها، و k لكل من النوعين الآخرين، حيث 1 ≤ k ≤ 1. تكون مصفوفة W هي:
{\displaystyle \mathbf {W} ={\begin{bmatrix}1&0&0&0\\0&1-k&k&k\\0&k&1-k&k\\0&k&k&1-k\end{bmatrix}}}.
المصفوفة القطرية هي:
{\displaystyle \mathbf {W'} ={\begin{bmatrix}1-2k&0&0&0\\0&1-2k&0&0\\0&0&1&0\\0&0&0&1+k\end{bmatrix}}}.
فقط المتجه 1 + k هو أكثر من وحدة. بالنسبة للجيل رقم n ستكون القيمة الذاتية المقابلة 〖(1+k)〗^n وبالتالي ستزداد بدون قيود مع مرور الوقت. تتوافق هذا القيم مع المتجه [0,1,1,1]، والذي يمثل اشباه أنواع تتكون من سلاسل 2 و 3 و 4 والتي ستوجد بأعداد متساوية بعد وقت طويل. نظرًا لأن جميع أعداد الكائنات يجب أن تكون اعداد موجبة فإن أول عددين من أشباه الأنواع غير منطقيين. يتكون شبه النوع الثالث من التسلسل غير المتحول فقط. لقد لوحظ أنه على الرغم من أن التسلسل 1 هو الأكثر صلاحية حيث أنه يتكاثر أكثر من أي تسلسل آخر فإن أشباه الأنواع التي تتكون من التسلسلات الثلاثة الأخرى ستسود في النهاية (على افتراض أنَّ الكائنات الأولية لم تكن متماثلة من تسلسل النمط 1).